# Joe Williams (calciatore 1996)
Joseph Michael Williams, meglio noto come Joe Williams (Liverpool, 8 dicembre 1996), è un calciatore inglese, centrocampista del Bristol City.

## Carriera

### Club
Cresciuto nel settore giovanile dell'Everton, il 20 luglio 2017 viene ceduto in prestito al Barnsley; il 31 ottobre segna la prima rete in carriera, in occasione della partita vinta per 2-4 contro il Burton Albion. Il 23 agosto 2018 passa, sempre a titolo temporaneo, al Bolton.
Il 31 luglio 2019 viene acquistato a titolo definitivo dal Wigan, con cui firma un triennale.

### Nazionale
Ha giocato nella nazionale inglese Under-20.

## Statistiche

### Presenze e reti nei club
Statistiche aggiornate al 12 agosto 2019.
| Stagione        | Squadra         | Campionato      | Campionato | Campionato | Coppe nazionali | Coppe nazionali | Coppe nazionali | Coppe continentali | Coppe continentali | Coppe continentali | Altre coppe | Altre coppe | Altre coppe | Totale | Totale | Totale |
| Stagione        | Squadra         | Comp            | Pres       | Reti       | Comp            | Pres            | Reti            | Comp               | Pres               | Reti               | Comp        | Pres        | Reti        | Pres   | Reti   |        |
| --------------- | --------------- | --------------- | ---------- | ---------- | --------------- | --------------- | --------------- | ------------------ | ------------------ | ------------------ | ----------- | ----------- | ----------- | ------ | ------ | ------ |
| 2017-2018       | Barnsley        | FLC             | 34         | 1          | FACup+CdL       | 1+3             | 0               | -                  | -                  | -                  | -           | -           | -           | 38     | 1      |        |
| 2018-2019       | Bolton          | FLC             | 30         | 0          | FACup+CdL       | 0+0             | 0               | -                  | -                  | -                  | -           | -           | -           | 30     | 0      |        |
| 2019-2020       | Wigan           | FLC             | 0          | 0          | FACup+CdL       | 0+0             | 0               | -                  | -                  | -                  | -           | -           | -           | 0      | 0      |        |
| Totale carriera | Totale carriera | Totale carriera | 64         | 1          |                 | 4               | 0               |                    | -                  | -                  |             | -           | -           | 68     | 1      |        |